# Codex de Paris

Pages 23 et 24 du codex de Paris.

Le codex de Paris (ou Codex Peresianus) est un codex manuscrit maya du XIIIe siècle (Palenque, Chiapas). Il est composé de 11 feuillets de papier indigène « amatl » pliés en accordéon, écrits recto-verso, de 24 × 13 cm sur une longueur de 1,43 m. Il est conservé à la Bibliothèque nationale de France à Paris.
Après le codex de Dresde, il s'agit du deuxième des quatre codex maya actuellement connus. C'est en 1859 que le chercheur, Léon de Rosny, l'identifia à la Bibliothèque nationale de Paris. Il le trouva à l'intérieur d'une enveloppe, sur laquelle figurait en espagnol « ... que fue ... o de ... Perez  », abandonné parmi d’autres papiers poussiéreux dans un panier près d’une cheminée. Il s'y trouvait, depuis au moins 1832, inscrit au catalogue sous le titre de « Fonds Mexicain no 2 ». Après l’avoir sorti du panier, Rosny l'identifia comme étant un codex maya et l’appela « Codex Peresianus », estimant que le Perez mentionné sur l'enveloppe était un de ses anciens propriétaires. On préfère maintenant l'appeler « Codex de Paris » pour éviter de le confondre avec le « Codex Pérez » qui est également conservé à la Bibliothèque Nationale.
Le Codex de Paris traite de rituels religieux, de prophéties, de katuns et des dieux correspondants. Au verso, se trouvent un almanach de prédictions, les cérémonies du Nouvel An et un calendrier zodiacal de 364 jours.

## Curiosités
- Sur deux pages, les dessins ont complètement disparu et, sur les autres, seul le dessin central est préservé. Le manuscrit original est tellement détérioré qu’il en est devenu intouchable.
- Les spécialistes considèrent ce codex d’une qualité artistique inférieure au codex de Dresde.
- Plusieurs pages sont écrites de droite à gauche alors que le sens habituel est de gauche à droite.